# 소뢰
소뢰(덴마크어: Sorø)는 덴마크 동부 셸란섬에 위치한 도시로, 인구는 7,764명(2012년 1월 1일 기준)이며 행정 구역상으로는 셸란 지역 소뢰 시에 속한다.

시 문장

## 같이 보기
- 교육
  - 소뢰 아카데미 (Sorø Academy)
- 문화
  - 소뢰 박물관 (Sorø Museum)